# 龙河镇 (重庆市)
龙河镇，是中华人民共和国重庆市长寿区下辖的一个乡镇级行政单位。。2003年區劃調整後，龍河鎮轄原龍河鎮、合興鄉、樂溫鄉所轄行政區域，面積89.9平方千米，人口48616人，鎮政府駐合興場。

## 沿革[2]
- 龍河鎮：1949年前後，轄區大部份屬興隆鄉所。1956年調整行政區劃，將興隆鄉的5個村，仁和鄉的2個村，回龍鄉的1個村合併成立龍河鄉。1957年併入合興鄉。1958年成立雙龍(區)人民公社時為龍河管區。1961年以鄉建社時成立龍河人民公社，雙龍公社的太和、沙石等5個大隊，合興公社的四坪，同興等3個大隊劃歸治內。1994年建鎮，轄龍河、金明、福星、馬同（同心）、四坪、河堰、八卦（團結）、太和、沙石、貫嶺（五星）、咸豐（新民）、金光12個行政村。
- 合興鄉：1951年成立合興鄉，轄16個村。1953年民主建政，合興鄉劃為合興、騎龍、九龍3個鄉。1955年3個鄉合併後仍名合興鄉。1957年建立11個高級社，將小石廟高級社劃給新市鄉，雙龍鄉的工農、七一高級社和龍河鄉劃歸治內。1958年成立雙龍(區)人民公社，本鄉為合興，騎龍、九龍、龍河4個管區。1961年以鄉建立合興人民公社，將四坪、同興、復興大隊劃歸龍河公社。1964年飛龍大隊劃給葛蘭公社。合併前轄合興、菜香（紅旗）、明光、金豐、鹽井凼（建設）、騎龍、高家坪（光輝）、得勝（明月）、明豐、明星、公平（永星）、鹿獐（永豐）、九龍、祝家洞（工農）、保合（靈山）、農莊（七一）等16個行政村。
- 樂溫鄉：1951年成立仁和鄉，轄8個村。1953年民主建政，本鄉劃為仁和、深溪，白馬3個鄉。1955年3個鄉仍並為仁和鄉。1957年建立3個高級社。1958年為興隆(區)人民公社的3個管區。1961年以鄉建立仁和人民公社。1981年更今名。轄塘塆（白馬）、堰塘（先鋒）、文興（永興）、寶珠、仁和、農安、長安、長樓8個行政村。

## 行政区划
龙河镇下辖以下地区：
永興村、仁和村、四坪村、太和村、咸豐村、堰塘村、合興村、鹽井凼村、明豐村、九龍村、保合村、長安村、龍河村、金明村、河堰村、騎龍村、明星村。